# 파리브라자카 왕조
파리브라자카 왕조(IAST : Parivrājaka)는 5세기와 6세기에 인도 중부 지역을 통치했던 왕조이다. 이 왕조의 왕들은 마하라자라는 칭호를 지녔으며 아마도 굽타 제국의 봉신으로서 왕조를 다스렸을 것이다. 왕조는 하스틴(Hastin)과 샴크쇼바(Samkshobha)라는 두 왕의 비문으로 알려져 있다.

## 어원
"파리브라자카"라는 용어는 문자 그대로 방황하는 고행자를 의미한다. 이 가문은 바라드바자 고트라의 브라만 혈통으로, 과거 언젠가 방황하는 고행자들이었을지도 모른다. 또 다른 가설에 따르면 "파리브라자카"라는 용어는 왕들이 노년에 왕좌를 버리고 방황하는 고자가 되는 관습에 대한 언급일수도 있다.

## 정치적 지위
파리브라자카 비문은 굽타 왕조를 언급하지만 굽타의 군주에 대해서는 언급하지 않는다. 그러나 "마하라자"(일반적으로 제후왕들이 사용함)라는 칭호의 사용은 그들이 굽타의 봉신임을 암시한다. 게다가 파리브라자카 비문은 그 왕조가 숲의 왕국들을 통치했다고 진술하고, 굽타 황제 사무드라굽타의 알라하바드 기둥 비문은 그가 모든 숲의 왕국들을 복속했다고 진술한다.
굽타 제국이 쇠퇴하기 시작했을 때, 그들은 명목상의 굽타 종주권을 인정했다.
왕조에 대한 여러 비문들은 불확실한 달력 시대의 한 해를 언급하고 있으며, "굽타-느리파-라즈야 부크타우"라는 용어는 학자마다 다양하게 번역되어 있다:
- 모이랑템 프라모드에 따르면, 굽타의 정복 이후 파리브라자카는 부크티(주)의 총독으로 전락했다.[3]
- P. L. 굽타에 따르면, 파리브라자카는 원래 굽타의 가신이었으나, 하스틴 시대에 이르러 독립하였다. 독립한 후에도, 그들은 굽타력을 계속 사용하였다.[2]
- H. H. 윌슨에 따르면, 이 용어는 굽타에 의한 파리브라자카 왕국의 점령을 의미하며, 달력 시대는 이 점령일로부터 시작된다.[2]
- 홀 박사에 따르면, 이 용어는 굽타 주권의 종말을 의미하며, 달력 시대는 굽타 이후의 시기부터 시작된다.[2]

## 역사

### 초기 통치자
왕조의 가장 초기에 알려진 인물은 삼크쇼바의 코 비문으로만 알려진 수샤르만이다. 명문에는 수샤르만을 바라드바자 고트라로부터 배운 금욕자로 묘사하고 전설적인 현자 카필라와 비교한다. 수샤르만은 "전체 진실"과 14개 분야의 과학을 알고 있었다고 명시되어 있다.
마하라자 데바디야는 수샤르만의 자손으로, 그의 아들 마하라자 프라반야나가 그의 뒤를 이었으며, 프라반야나의 아들 마하라자 다모다라가 그 뒤를 이었다.

### 마하라자 하스틴

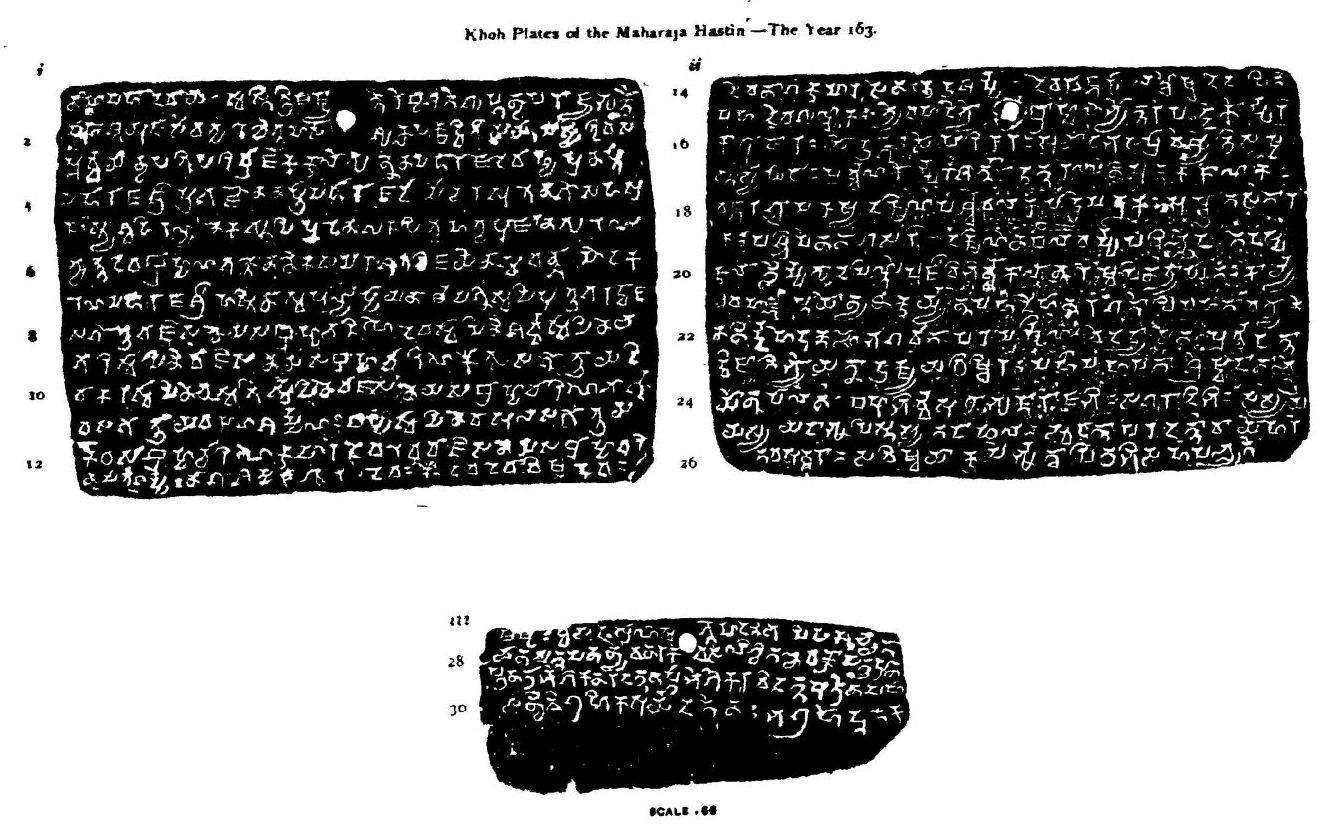
서기 482년경 코흐 비문.

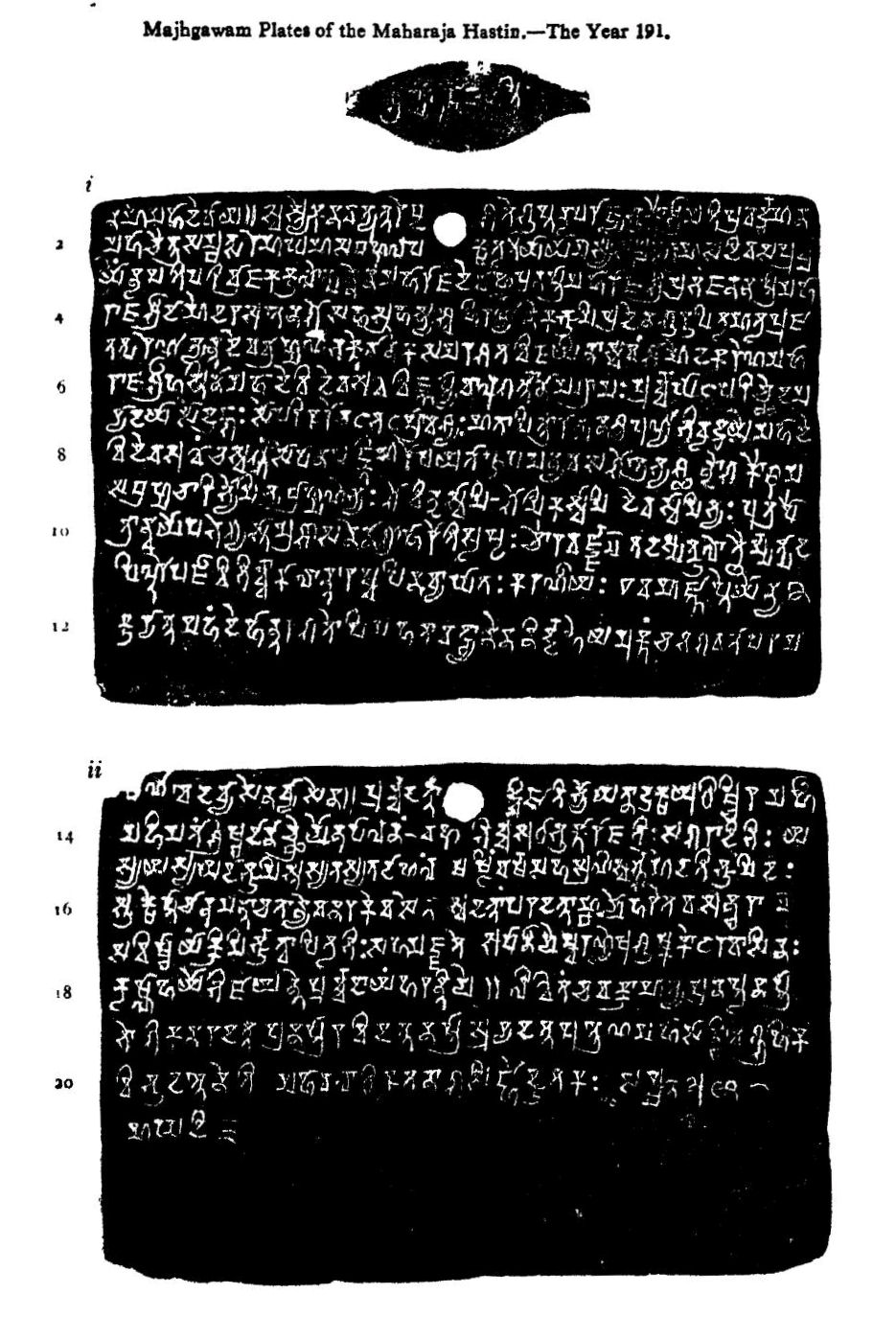
서기 510년경 마하라자 하스틴의 마즈가완 비문.

다모다라의 아들인 마하라자 하스틴(Maharaja Hastin)은 여러 차례 군사적 승리를 거둔 것으로 알려져 있지만, 비문에는 그의 적수가 전혀 언급되어 있지 않다. K. C. 자인(K. C. Jain)에 따르면, 이러한 주장들은 아마도 굽타가 후나족에 대항하는 전쟁에 참전한 것을 지칭하는 것으로 보인다. 그는 자선을 베푸는 왕이었고, 소, 말, 코끼리, 금과 땅을 브라만에게 기증했다.
그의 아들인 삼크쇼바의 코흐 비문에 따르면, 하스틴은 아발라(또는 아할라; 후에 다할라)와 18개의 아아비-라지야("숲의 왕국")를 다스렸다. 이 18개의 숲의 왕국들의 정체는 확실하지 않지만, 그들은 아마도 빈디아 지역에 있었을 것이다.
현존하는 그의 가장 초기의 비문은 156년으로 거슬러 올라가고, 그의 마지막 비문은 198년으로 거슬러 올라가기 때문에 하스틴은 최소한 42년 동안 통치했다. 이 해들이 굽타기원이라고 가정했을 때, 하스틴은 굽타 황제인 부다굽타, 바이니야굽타, 바누굽타 그리고 아마도 나라심하굽타와 동시대인이었을 것이다. 부다굽타는 이들 중 비교적 강한 통치자였고, 하스틴은 그의 봉신이었던 것으로 보인다. 이 이론은 시디구의 산카라푸르로부터 부다굽타의 통치 기간 동안 발행된 동판 비문의 발견에 의해 확증된다.
하스틴은 그가 마하데바(시바)의 발치에서 명상을 한다고 묘사한 푸마라 비문에서 알 수 있듯이 시바교도였다.
명각 "라아 하스틴"을 담고 있는 일부 고대 은화가 발견되었다. E. J. Rapson, R. D. Banerji, B. P. Shinha와 같은 역사학자들은 고고학적인 근거로 그를 하스틴과 동일시했다. 그러나 다샤라타 샤르마와 P. L. Gupta는 그를 우디요타나 수리의 쿠발라야말라에서 "라-하스틴"이라는 칭호를 가졌던 프라티하라 황제 밧사라자와 동일시한다. Gupta에 따르면, 이 동전들은 서기 8세기 이전으로 거슬러 올라갈 수 없다. 이 이론은 굽타 봉신이 그들 자신의 이름으로 동전을 발행하지 않았다는 사실에 의해 확증된다.

### 마하라자 삼크쇼바
마하라자 삼크쇼바는 그의 아버지 하스틴의 뒤를 이어 18개의 왕국을 포함한 조상들의 영토 전체를 물려받았다. 그의 아버지처럼, 그는 또한 종교적인 가치를 위한 토지 보조금을 만들었다. 그는 정통 바르나와 아슈라마 제도를 유지했다.
시바를 신봉했던 그의 아버지와는 달리, 삼크쇼바의 코흐 비문은 바수데바 신에 대한 신봉과 함께 펼쳐진다. 그는 아마도 그와 함께 끝났을 것으로 보이는 왕조의 마지막으로 알려진 인물이다. 파리브라자카 왕조의 종말은 아마도 중앙 인도에서 아울리카라 왕조가 뒤따랐던 굽타 왕조의 종말과 일치했을 것이다.

## 역대 통치자
왕조의 구성원은 다음과 같다:
- 수샤르만 (Suśarman)
- 데바디야
- 프라반자나
- 다모다라
- 하스틴, 475년 ~ 517년
- 삼크쇼바, 518년 ~ 528년